# Gypsophila volgensis
Gypsophila volgensis är en nejlikväxtart som beskrevs av Krasnova. Gypsophila volgensis ingår i släktet slöjor, och familjen nejlikväxter. Inga underarter finns listade i Catalogue of Life.